# Симферополь (корабль управления)
«Симферополь» (с 1973 по 1996 год — СРЗК ССВ-416 «Юпитер») — средний разведывательный корабль проекта 861М (по классификации NATO — «Moma class»), заводской номер 861/30. Спущен на воду 31 января 1973 года, приёмный акт подписан 28 июня 1973 года.
Корабли данной серии строились на базе гидрографических судов на верфи «Сточня Полночна» (ставшей в 1975 году «имени Героев Вестерплатте»), в Гданьске (Польша). Всего по этому проекту в период с 1968 года по 1973 год для ВМФ СССР было построено 9 кораблей.

## ТТХ
Район плавания — неограниченный.
Корпус — набор смешанный: набор главной палубы и днища по продольной схеме; борта, платформа и палубы надстройки по поперечной, способ соединения — сварка.  Форштевень — ледокольного типа, корма — крейсерского типа.
Топливо — 220 т, масло — 17 т, вода — 39 т (52 т до модернизации), расход топлива — 240—738 кг/час (170 г/л.с. в час ±5 %).
ГД (главный двигатель) — двухтактный дизельный двигатель 6ТD48 «Zgoda — Sulzer» — 2 шт., мощность 1800 л/с, n=225 об/мин.
ВДГ (вспомогательный дизель-генератор) — 3 шт — GBM1312 — синхронный генератор, трёхфазный, с самовозбуждением, 250 кВА, напряжение 3×400 В, двигатель 5ВАН-22, 500 об/мин, запуск сжатым воздухом 30 кг/см², мощность — 320 л.с.
СДГ (судовой дизель-генератор) — GCDd-94a/1 — синхронный генератор, с самовозбуждением, 48 кВт (60 кВА), напряжение 3×400 в, двигатель S-324М 1500 об/мин. СДГ может подавать электропитание на: 2 ЭСН-16 (судовой насос специальный ЭСН — 16), сигнальные прожекторы, навигационное оборудование, гирокомпас и лаг, РЛС, гидроакустические станции МГ-13, МГ-26, оборудование радиорубки, систему «Климат».
Компрессор — SD1/135 — 1 шт. (SIII — 2 шт. до модернизации), давление на выходе Р=30 кг/см², 2ОК-1 — 1 шт, ЭК-2/150 — 1 шт.
Паровой котёл — VX704С-51 — паропроизводительность 400 кг/час, рабочее давление 7 кг/см², регулятор верхнего и нижнего уровня воды, автоматическая регулировка уровня пара.undefined ВРШ (винт регулируемого шага) — типа ВР-861, гидравлический, реверсивный, с поворотными лопастями — диаметр 2,7 м, 3-лопастный. Вращение — правый винт — вправо, левый винт — влево.
МИШ (механизм изменения шага) — гидравлический, поршневой, двухстороннего действия, встроен в линию вала.
Якорное устройство — носовое и кормовое: носовое — брашпиль и два якоря типа Холла (вес одного — 1250 кг), якорь-цепи калибра 38 мм, 1 запасной якорь весом 1250 кг. Правая якорь-цепь — 225 м (9 смычек), левая — 200 м (8 смычек). Кормовой стоп-анкер 500 кг, якорь-цепь калибра 25,5 мм (после модернизации в корме только швартовое устройство). Брашпиль WKV, мощность 5/7/14,5 кВт скорость подъёма якорь-цепи — 10,2 м/мин, тяговое усилие — 3т. Шпиль — 4,5KKc-25, мощность 3,5/12/10 кВт, скорость — 12,5 м/мин.

### Специальное оборудование
по радиосвязи — СБД «Акула» (аппаратура сверхбыстрого действия), СБД «Интеграл» (аппаратура сверхбыстрого действия), Р-754 «Сирена» (аппаратура засекречивания телефонных переговоров УКВ каналов связи), Р-619 «Графит», Т-600 «Ключ» (засекречивающая аппаратура гарантированной стойкости).
по радиолокации — 2 НРЛС «Дон», радиопеленгатор АРП-50Р.
по гидроакустике — МГ-345 «Бронза», МГ-13 (станция обнаружения гидроакустического облучения), МГ-26 «Хоста» (гидроакустическая станция звукоподводной связи).
по аппаратуре радиоразведки — «Ротор-Н», «Вахта-М», «Вахта-10», «Вахта-12», МРР-1-7, «Виток-АК», «Визир-М», «Узел», «Кайра», «Октава».

## Предыстория
После внедрения во флот сначала радиосвязи, а затем и радиолокационных и гидроакустических систем, основным источником информации о вероятном противнике стали радио- и радиотехнические излучения. Для ведения систематической разведки этих излучений в районах нахождения ВМС вероятного противника и стали создаваться подразделения разведывательных кораблей: кораблей радио-, радиотехнической и радиоэлектронной разведки ВМФ СССР.
1 июня 1971 года на Черноморском флоте была сформирована 112-я бригада кораблей особого назначения для разведки сил вероятного противника, прежде всего США и Объединённых военно-морских сил НАТО, во всех возможных районах его нахождения ещё в мирное время. Разведывательные действия производились с целью заблаговременного обнаружения возможной угрозы со стороны вероятного противника и выработки адекватных ответных мер.
Разведка Черноморского флота активно действовала на южном и юго-западном морских направлениях. Флотская разведка действовала сначала под флагом Гидрографической службы, и её корабли именовались гидрографическими судами (ГИСУ) или судами связи (ССВ). Часть судов носила флаг Гидрографической службы, другие — военно-морской флаг. В документах Министерства обороны СССР и Генерального штаба Вооружённых сил СССР эти корабли именовались КРР и КРТР (корабль радио- и радиотехнической разведки).
Основными задачами боевой службы СРЗК «Юпитер» были: поиск, определение районов патрулирования, слежение за ПЛАРБ ВМС США и другими иностранными подводными лодками; разведка и слежение за многоцелевыми (ударными) авианосцами и другими ударными группировками ВМС США и НАТО, а также снабжение информацией командования ВМФ, в прямом подчинении которого находилась 5-я «средиземноморская» эскадра ВМФ СССР.
СРЗК «Юпитер», как и другие корабли бригады, в разные годы входившие в её состав: БРЗК «Крым», БРЗК «Кавказ», СРЗК «Приазовье», СРЗК «Одограф» (перешедший на Северный флот и получивший название «Виктор Леонов»), СРЗК «Лиман», СРЗК «Кильдин», СРЗК «Экватор», СРЗК «Челекен», МРЗК «Океан», МРЗК «Рица», МРЗК «Бакан», МРЗК «Вертикал», МРЗК «Вал», МРЗК «Лоцман», МРЗК «Ладога», МРЗК «Курс», «ГС-239», «ГС-13», МРЗК «Магнит», «ГС-55», «ГС-36», «ГС-41», «ГС-43», МРЗК «Алидада» и другие регулярно вели разведку ОВМС НАТО и 6 флота США в Средиземном море.
В специфику действий СРЗК «Юпитер» входила разведка деятельности и слежение за ударными авианосными соединениями 6 флота США и ОВМС НАТО в районах Средиземного моря, Центральной и Северной Атлантики.

## Служба
СРЗК «Юпитер» до распада СССР входил в состав 112-й бригады разведывательных кораблей, базировавшейся в 1970-е годы в Севастополе, которая являлась центром сил радиоэлектронной разведки Черноморского флота.

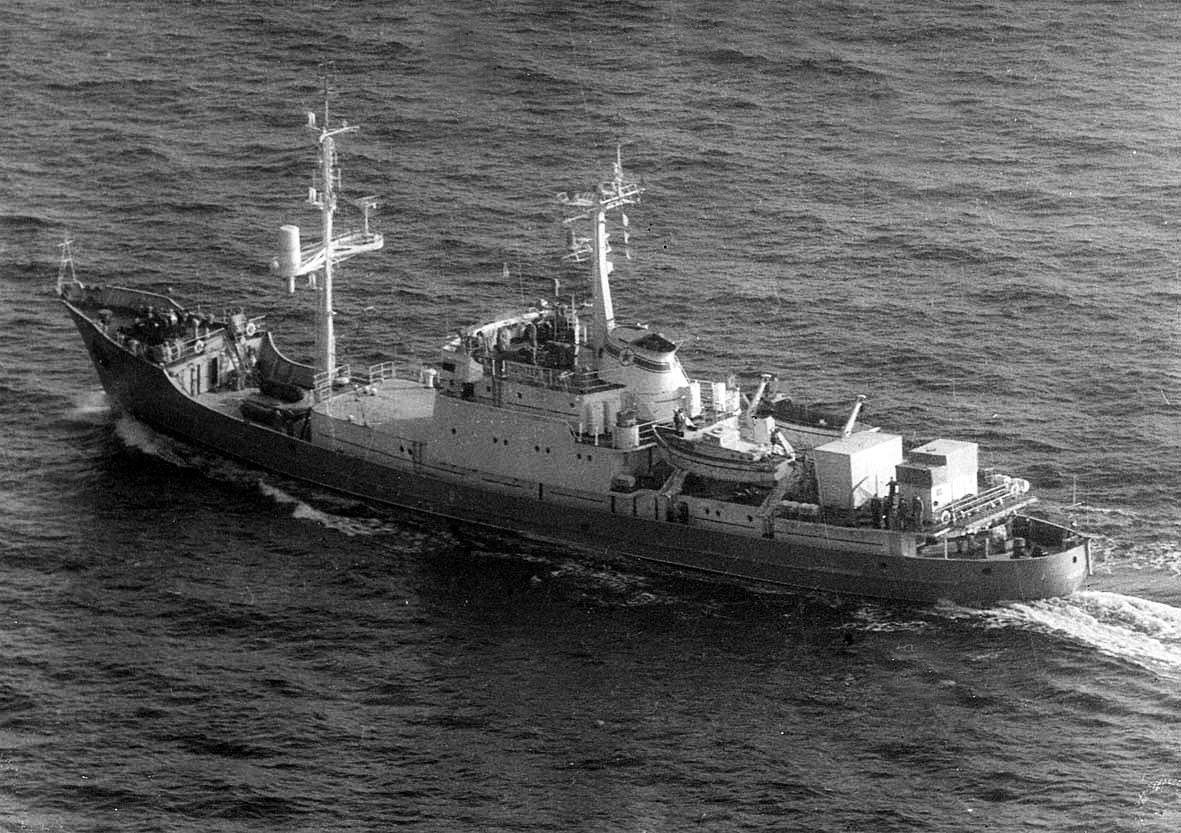
СРЗК «Юпитер» до модернизации

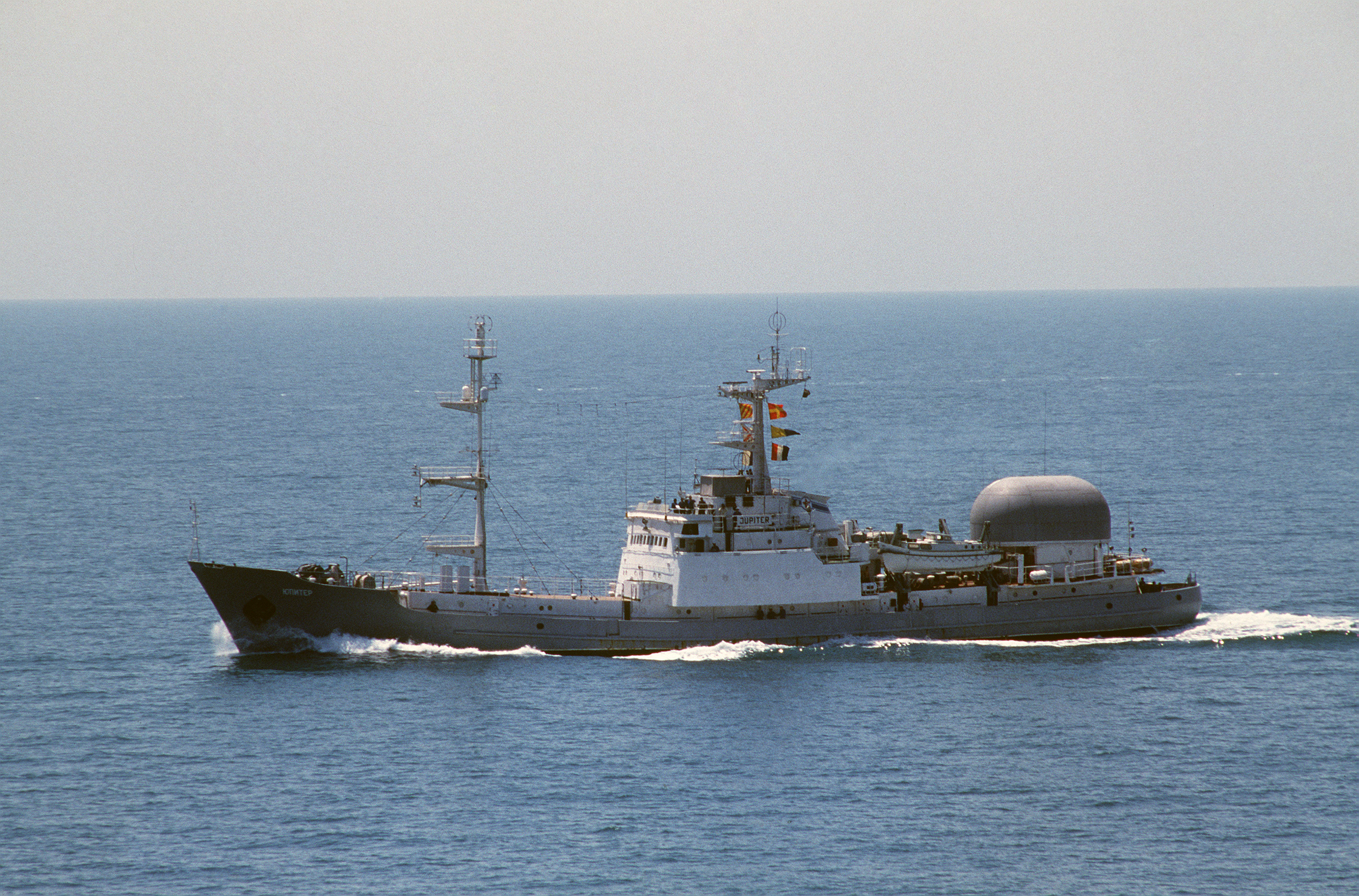
СРЗК «Юпитер» после модернизации

В период 1974—1978 годов, и в дальнейшем, СРЗК «Юпитер» занимался сбором и анализом информации в районах проведения учений ОВМС НАТО, 6 флота США в Средиземном море (таких, как «Display Determination», ежегодные учения «Dogfish»).
Выполнял задачи боевой службы в районах ливанского и израильско-палестинского конфликтов в 1974—1976 годах.
В 1977 году моряки разведывательного корабля «Юпитер» спасли итальянских рыбаков, взяв их на буксир в штормовом Тирренском море. Рыболовное судно было отбуксировано к берегу и передано гидрографическому судну Черноморского флота «Память Меркурия», которому достались лавры спасателя, в том числе и благодарность правительства Италии во главе с Альдо Моро.
В июле 1976 года СРЗК «Юпитер», находясь в районе Гибралтара, проводил слежение и осуществлял сбор информации о новом авианосце с ядерной силовой установкой USS Nimitz (CVN-68) ВМС США, который совершал свой первый поход в Средиземное море.
СРЗК «Юпитер» обеспечивал Разведывательное управление штаба Черноморского флота, а также командование ВМФ, информацией об особенностях ведения боевых действий и участии 6-го флота США в конфликте с Ливией в районе залива Сидра в 1987 году.
Осуществлял поиск и слежение за атомными подводными лодками ВМС США в районе военно-морской базы Рота (Испания).
В ходе выполнения задач боевой службы СРЗК «Юпитер» неоднократно заходил в районы ракетных боевых стрельб или районы, граничащие с ними, для оценки эффективности стрельб и сбора информации о вооружении кораблей вероятного противника.
Согласно данным разведки, этот корабль первым сообщил в Москву о нападении Ирака на Кувейт.
СРЗК «Юпитер» был первым кораблём бригады, который перешёл к новому месту её базирования — посёлку Мирный на озере Донузлав.

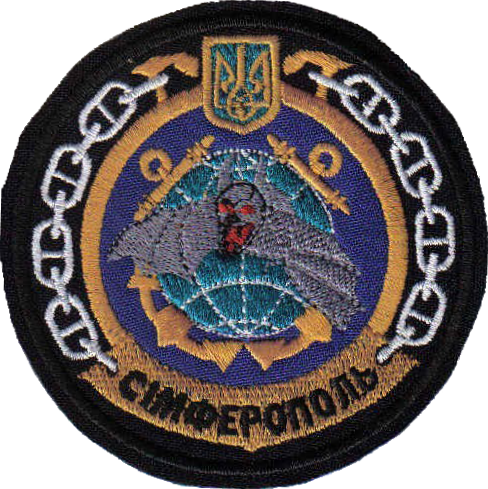

В феврале 1996 года СРЗК «Юпитер» был передан в состав ВМС Украины в результате раздела Черноморского Флота, после чего переименован в U511 «Симферополь» ВМС Украины. Украине корабль передал капитан 2-го ранга К. И. Гоголь, принял его капитан 3-го ранга В. Я. Бойко. 1 марта 1996 года на нём поднят флаг военно-морских сил Украины. В качестве корабля управления «Симферополь» вошёл в состав 2-й бригады десантных кораблей Южной военно-морской базы ВМС с базированием на Новоозёрное, озеро Донузлав.
Как корабль управления «Симферополь», в составе ВМСУ, участвовал в учениях «Море-96», «Си Бриз-97», первых совместных военно-морских учениях ВМС Украины и ВМФ России «Фарватер мира-97», а также в марте 1997 года вместе с БДК «Константин Ольшанский» и морским тральщиком «Мелитополь» участвовал в разрешении конфликта с Румынией из-за острова Змеиный.
В апреле 1998 года КУ «Симферополь» обеспечивал первые в истории ВМС Украины ракетные стрельбы крылатыми ракетами по морским целям. Стрельбы осуществлялись ракетными катерами «Каховка» и «Прилуки» и береговым ракетным комплексом с морского и берегового направлений.
В декабре 1999 года КУ «Симферополь» был передан в состав 1-й бригады надводных кораблей с базированием в Севастополе.
С 2001 года корабль находился в ремонте в СРЗ «Металлист» в городе Балаклава.
В июле 2006 года «Симферополь» был передан СВМИ им. П. С. Нахимова и переклассифицирован в учебное судно.
3 августа 2011 года переведён в Стрелецкую бухту Севастополя. 27 ноября 2011 года присвоен бортовой номер U-543.
5 января 2013 года в связи с проведением мероприятий по реформированию Вооружённых Сил Украины, сокращению их численности и оптимизации находящихся в составе ВМС Украины кораблей, в торжественной обстановке, в присутствии ветеранов корабля, проходивших на нём службу в составе ВМФ СССР, ВМФ РФ, ВМС Украины, на корабле был спущен военно-морской флаг.
12 — 13 сентября 2013 года «Юпитер» был отбуксирован в посёлок Новоозёрное.
10 марта 2014 года переведён и поставлен на разделку в Инкерман, а якорь корабля установили на Якорной площади в Севастополе 19 ноября 2015 года.

## Командиры
В составе ВМФ СССР (с 1973 года)undefined Капитан 3-го ранга Чумаков Юрий Петрович (1973—1979)undefined Капитан 3-го ранга Яшанин Евгений Борисович (1979—1987)undefined Капитан 3-го ранга Калачихин Владимир Ильич (1987—1989)
В составе ВМФ России (с 1991 года):undefined Капитан 2-го ранга Лукаш Андрей Дмитриевич (1989—1994)undefined Капитан 3-го ранга Гоголь Константин Иванович (1994—1996)
В составе ВМС Украины (с 1996 года)undefined Капитан 3-го ранга Бойко Владимир Ярославович (1996—1996)undefined ВрИО командира капитан-лейтенант Шинкаренко Дмитрий Павлович (1996—1997)undefined Капитан 2-го ранга Дудка Владимир Михайлович (1997—2001)undefined Капитан 3-го ранга Козлов Юрий Васильевич (2001—2003)undefined Капитан 2-го ранга Ковалёв Станислав Витальевич (2003—2005)undefined Капитан 3-го ранга Ткачёв Андрей Геннадьевич (2009—2011)undefined Капитан 2-го ранга Ольховик Алинард Владимирович (2011—2013)